# Karabin wz. 37S
Karabin samopowtarzalny wz. 37S – prototyp karabinu samopowtarzalnego konstrukcji inż. Edwarda Steckego. Przed wybuchem II wojny światowej wykonano kilka prototypów tej broni.